# Tetsuya Okayama
Tetsuya Okayama (岡山 哲也 Okayama Tetsuya?), född 27 augusti 1973 i Aichi prefektur, är en japansk före detta fotbollsspelare.
Okayama började sin karriär 1992 i Nagoya Grampus Eight. Han spelade 278 ligamatcher för klubben. Med Nagoya Grampus Eight vann han japanska cupen 1995 och 1999. 2005 flyttade han till Albirex Niigata. Efter Albirex Niigata spelade han för Albirex Niigata Singapore. Han avslutade karriären 2008.